# And the Wiener Is...
"And the Wiener Is…" (em português, "O Grande (de) Chris") é o quinto episódio da terceira temporada da série de comédia animada Uma Família da Pesada. Originalmente, foi exibido na Fox em 8 de agosto de 2001. Mostra Chris e Peter quando o pai descobre que o filho possui um pênis maior do que o seu. Inseguro sobre sua masculinidade, Peter tenta exibir sua própria masculinidade ao entrar na Associação Nacional de Arma, achando que isso compensará o tamanho de seu pênis.
O episódio foi escrito por Mike Barker e Matt Weitzman, e dirigido por Bert Ring. Possui como convidados Patrick Duffy, Rachel MacFarlane, Tara Strong, Lisa Willhoit e Debra Wilson, juntamente com diversos dubladores de personagens recorrentes da série.

## Enredo
Neste episódio, Peter tem certeza de que seu filho, Chris, nunca ganhará dele em qualquer coisa, na patinação, empilhamento de louças no topo de suas cabeças e no basquete. Mas quando Peter e Chris estão na sauna da academia depois de jogar uma partida de basquete, pelados, Peter descobre de repente que Chris tem o pênis maior do que o dele. Repentinamente inseguro, Peter compra um grande carro vermelho, no qual dirige indo e voltando de um túnel, imitando uma penetração sexual. Mais tarde, ele entra na Associação Nacional de Armas, pensando que isso irá compensar o tamanho de seu órgão sexual. Em uma viagem de caça, um urso ataca Peter e Chris, e Peter chega a conclusão de que ser um homem é ter bravura, e não tamanho, quando Chris foge no momento que o animal ameaçou matá-los.
Enquanto isso, Meg tenta ser líder de torcida, mas é aceita no clube de porta-bandeira instantaneamente. Enquanto ela faz sua performance e a banda toca algo semelhante à "Electric Avenue", diversos "populares" equipam um dispositivo que jogam carne podre em Meg. Então, Lois planeja uma vingança. Meg se torna amiga de Connie, mas a amizade não dura, já que ela e seus amigos enganam-a na 16ª festa de aniversário de Connie. Achando que beijaria um garoto popular enquanto estava presa no armário, Meg se encontra na frente de todos beijando um porco, que estava sendo segurado pelo garoto popular. No fim, Lois manda Quagmire molestar Connie e suas amigas.

## Produção

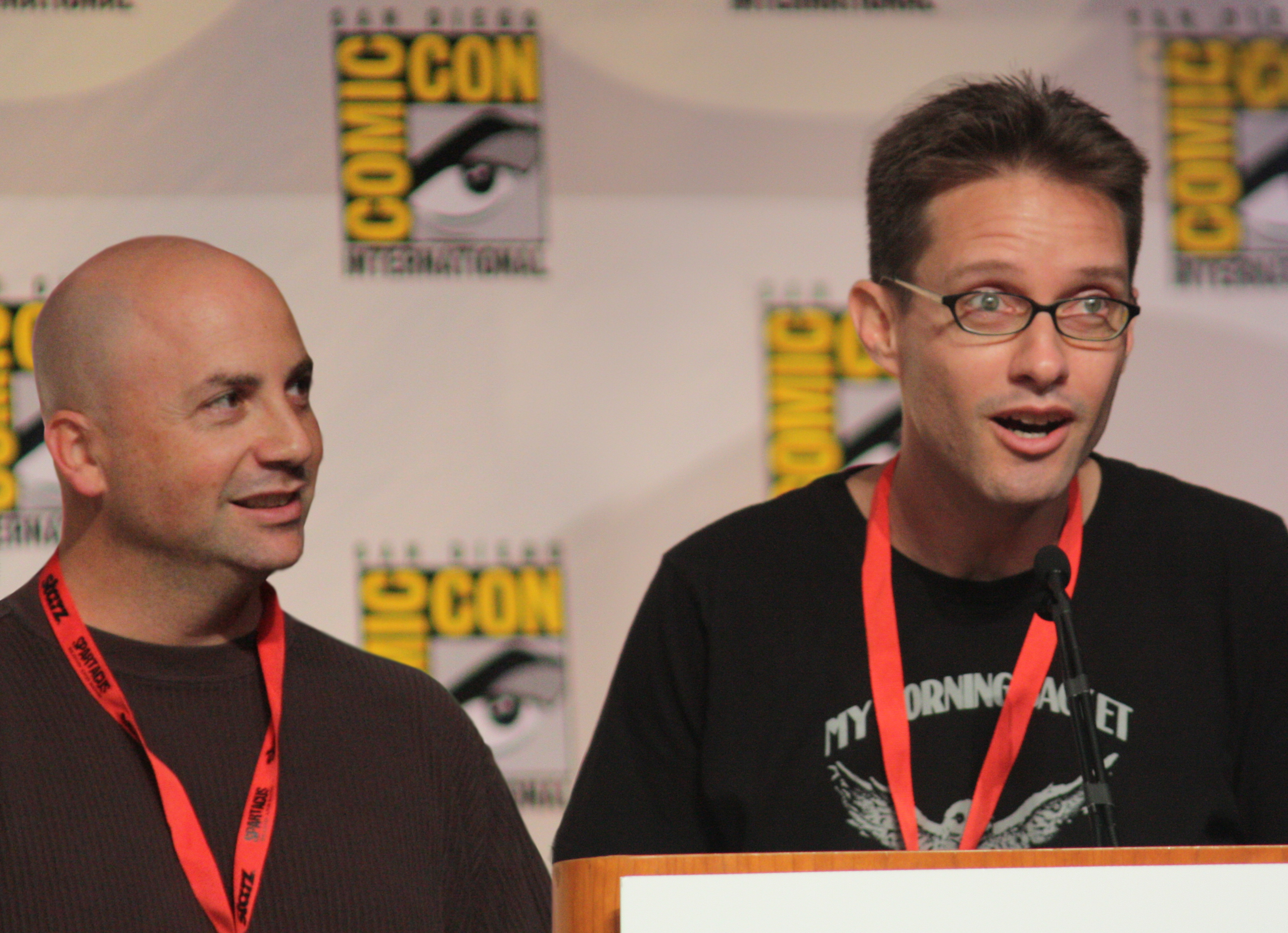
Mike Barker e Matt Weitzman escreveram o episódio

O episódio foi escrito pelos colaboradores habituais da série, Mike Barker e Matt Weitzman, e dirigido por Bert Ring, antes da conclusão da produção da terceira temporada.
Em adição ao elenco habitual, o ator Patrick Duffy, as dubladoras Rachel MacFarlane e Tara Strong e as atrizes Lisa Wilhoit e Debra Wilson participaram como convidados. O dublador de personagens secundários Danny Smith também fez aparições menores.